# Adolfo Belimbau
Adolfo Belimbau (Il Cairo, 1845 – Firenze, 1938) è stato un pittore italiano.

## Biografia
Nato in Egitto da una famiglia toscana di origini ebraiche, inizia ad interessarsi alla pittura sotto la guida del pittore livornese Felice Provenzal.
I genitori, però, sono poco propensi al talento del figlio, e preferirebbero vederlo lavorare come venditore di tappeti orientali (mestiere svolto dal padre). Belimbau decide quindi di dedicare metà del tempo al lavoro di famiglia e l'altra metà alla sua passione per la pittura: nel 1871 , assieme all'amico Eugenio Cecconi, che lo farà entrare nel movimento dei Macchiaioli, intraprende un viaggio in Tunisia che darà ad entrambi gli artisti nuovi spunti per le loro opere successive.
Nel 1886 diede il suo contributo per l'organizzazione della Mostra delle Belle Arti a Livorno mentre l'anno seguente, alla Mostra di Venezia, espone le opere Aisela e Prima del minuetto, conquistando un discreto successo ed apprezzamento da parte del pubblico (Prima del minuetto verrà pubblicata più avanti anche su un giornale tedesco).
Continuò a dipingere sino alla tarda età, spegnendosi nel 1938, a 93 anni. Prima della morte fondò la Fondazione Livornese di studi ebraici Adolfo Belimbau.

## Opere
- L'uscita dal lavoro
- Una fonte a Livorno
- Une page d'amour
- Prima del minuetto